# Pietrar negru de stâncă
Pietrarul negru de stâncă (Oenanthe leucura) este o pasăre din categoria păsărilor-pietrar, din familia Muscicapidae. Anterior a fost clasificată ca membru al familiei sturzilor, Turdidae.

## Descriere și comportament
Pietrarul negru de stâncă este o pasăre relativ mare, lungă de 16–18 centimetri. Masculul este complet negru, cu excepția burticii albe și a cozii în principal albe.  Femela este asemănătoare, dar mai degrabă maro închis decât neagră. Ridică ritmic coada, după care o coboară încet. 
Cuibărește pe pante abrupte și uscate, cu pietre mari, zone golașe, cu tufișuri și arbori răzleți, de la nivelul mării până la 3000 metri. Femela depune 3–6 ouă. Pasărea se hrănește în principal cu insecte, dar și cu șopârle mici. Are un cântec foarte asemănător sturzului.

## Galerie

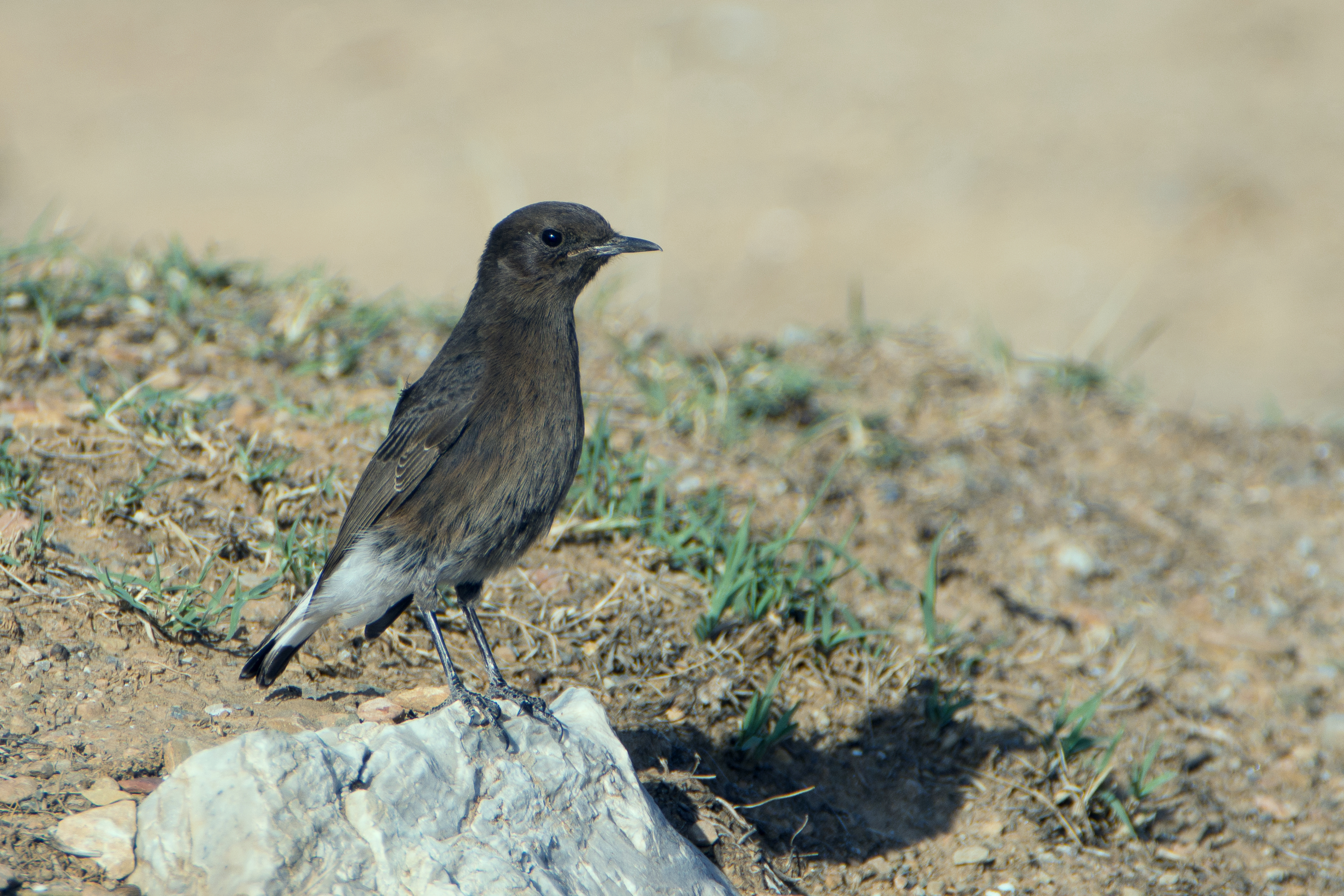
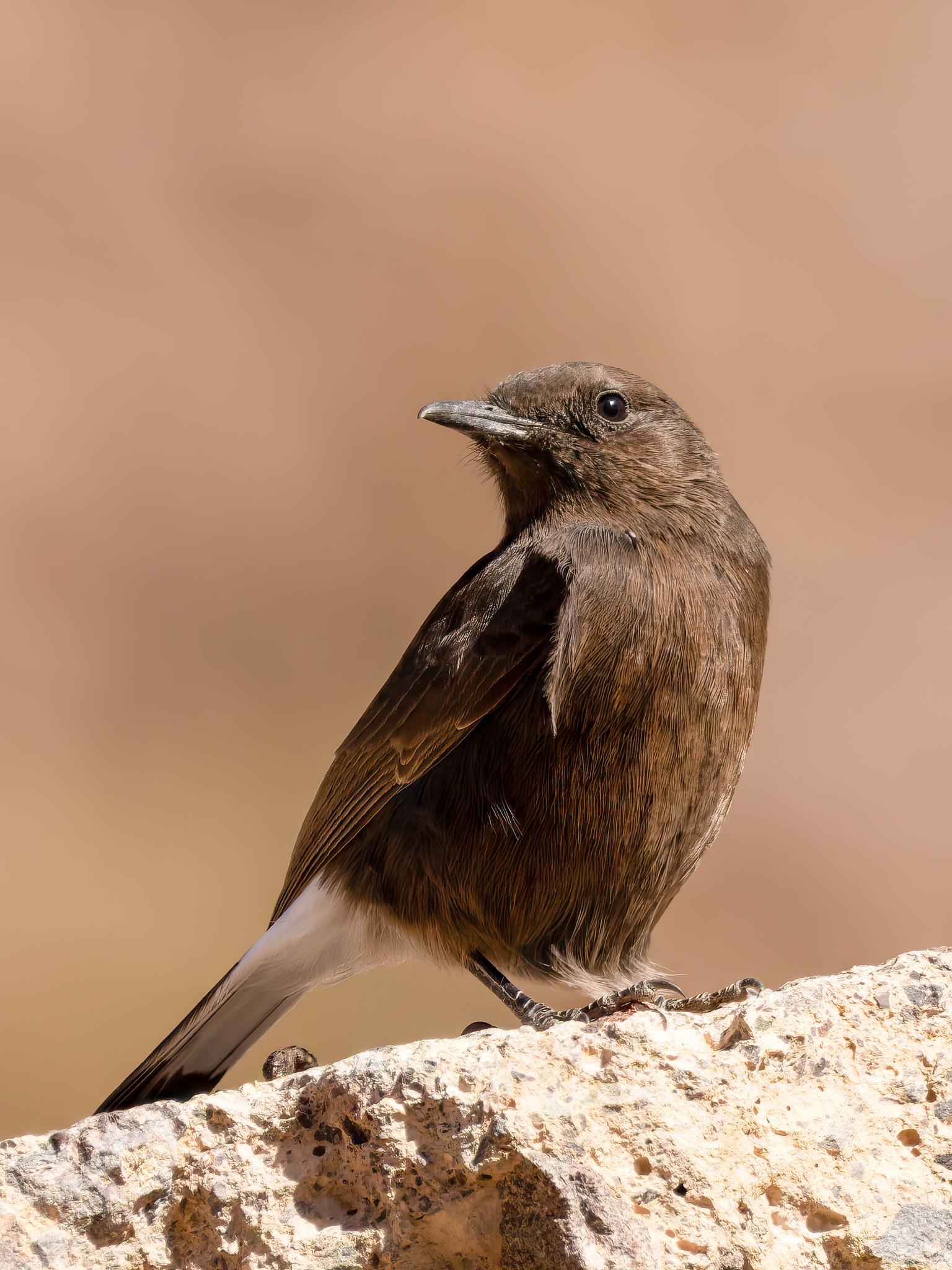
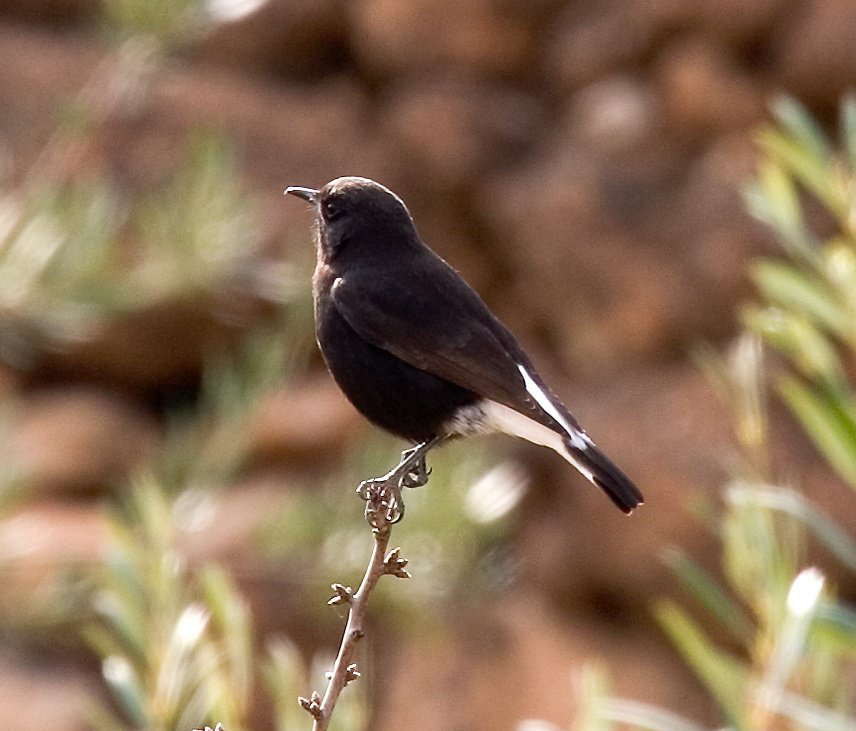
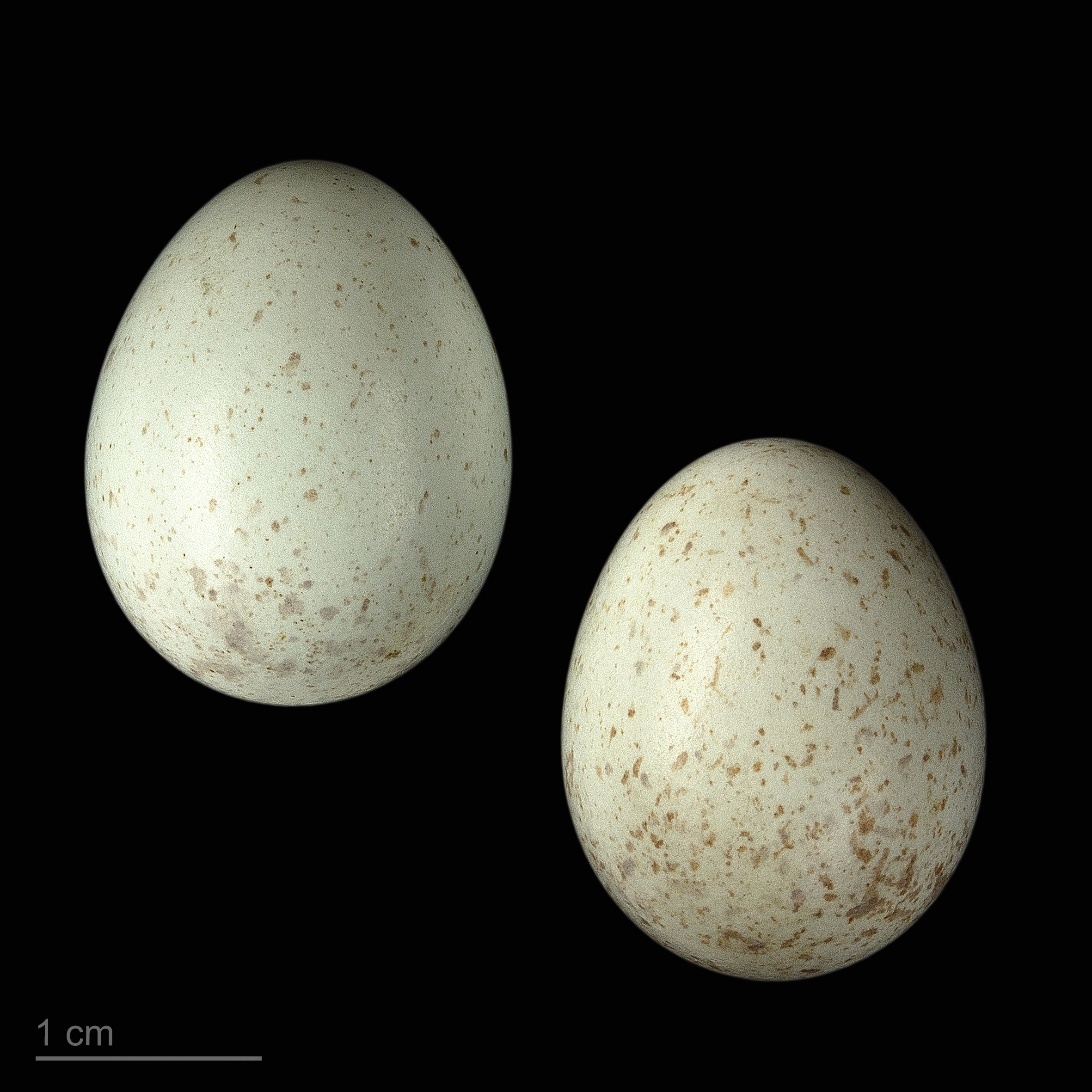
Oenanthe leucura leucura - MHNT